# Картезијански координатни робот
Картезијански координатни робот (који се такође назива линеарни робот) је индустријски робот чије су три главне осе управљања линеарне (тј. померају се у правој линији, а не ротирају) и налазе се под правим углом једна према другој. Три клизна зглоба одговарају померању зглоба према горе, надоле, напред-назад. Између осталих предности, овај механички распоред поједностављује решење управљачке руке робота. Има високу поузданост и прецизност при раду у тродимензионалном простору. Као систем координата робота, ефикасан је и за хоризонтално кретање и за слагање канти.
Картезијански координатни роботи са хоризонталним чланом на оба краја понекад се називају и гантри роботи; механички подсећају на порталне дизалице, мада потоњи углавном нису роботи. Роботи за дизање су често прилично велики.

## Опис
Картезијански роботи могу се конструисати од практично било које врсте линеарног актуатора са било којим низом погонских механизама - каиша, кугличног или водећег вијка, пнеуматског актуатора или линеарног мотора. То значи да могу, а често и имају, бољу тачност позиционирања и поновљивост од SCARA и 6-осних типова. Картезијеви роботи такође имају предност у једноставности коришћења у погледу програмирања, јер је њихова кинематика једноставнија (три картезијанске осе, а не више ротационих оса).
Картезијски роботи преклапају се SCARA и 6-осни (зглобни) роботи у неким техничким спецификацијама и могу се применити у неким истим апликацијама, али картезијански роботи имају неколико предности у односу на SCARA и 6-осне типове. Прво, картезијански дизајни пружају правоугаоно радно подручје у којем се значајан проценат отиска робота користи као активно радно подручје. С друге стране, SCARA и 6-осни типови имају кружно или овално подручје за рад које често резултира са много мртвог (неискоришћеног) простора, посебно када је потребно кретање или када дохват веома дуг.

## Апликације
Популарна апликација за ову врсту робота је рачунарска машина за нумеричко управљање (ЦНЦ машина) и 3Д штампање. Најједноставнија примјена користи се на глодалицама за глодање и цртање гдје се оловка или усмеривач преводи преко x-y равни док се алат подиже и спушта на површину како би се створио прецизан дизајн. Машине за одабир и постављање и плотери такође се заснивају на принципу картезијанског координатног робота.
Портални картезијански робот индустријског типа примењује се на линији за производњу ЦНЦ стругова за континуирани утовар и истовар делова. Изводи линеарно кретање у 3 осе (X, Y и Z) са перформансама велике брзине ради уштеде броја оператора. Поред тога, робот је у стању да са великом тачношћу позиционирања подноси велика оптерећења у поступцима убацивања и постављања делова. Неки посебни захтеви могу бити ниски ниво буке и прилагођена табела снабдевања која се прави према броју складишта. Будући да је руковање обично изнад ЦНЦ а, горњи портал је такође уобичајен термин за описивање ове врсте роботске руке. Дизајн изнад главе погодан је за већину система аутоматизације.
Примарна разлика између порталског и картезијанског робота је у томе што картезијански робот користи по један линеарни покретач на свакој оси, док је портални робот увек конструисан са две основне (X) осе, а друга (Y) оса их покрива. Ова конфигурација спречава конзолно постављање друге осе и омогућава порталима да имају много веће дужине хода - а у многим случајевима и веће носивости - од картезијанских робота.
Стандард ИСО 8373: 2012 индустријског робота дефинише као:
Аутоматски контролисан, репрограмибилан, вишенаменски манипулатор који се може програмирати у три или више оса, који може бити фиксиран на месту или мобилни за употребу у апликацијама индустријске аутоматизације.